# إسحاق لي
إسحاق لي (بالإنجليزية: Isaac Lea)‏ (17 فبراير 1911 في المملكة المتحدة - 24 أكتوبر 1972 في المملكة المتحدة) هو لاعب كرة قدم بريطاني (وحمل سابقاً جنسية المملكة المتحدة لبريطانيا العظمى وأيرلندا) في مركز نصف الجناح. لعب مع برمنغهام سيتي ونادي ميلوول ونادي أوزورتي تاون ‏.